# Rugendorf
Rugendorf ist eine Gemeinde im oberfränkischen Landkreis Kulmbach in Bayern. Die Gemeinde ist Mitglied der Verwaltungsgemeinschaft Stadtsteinach.

## Geografie

### Geografische Lage
Rugendorf liegt im Keupervorland des Frankenwaldes und ist allseits von Acker- und Grünflächen umgeben. Im Osten wird dieses von der steil aufragenden Fränkischen Linie begrenzt. Bei Zettlitz vereinen sich der Katzbach und die Zettlitz zum Zaubach.
Nachbarorte sind Wartenfels (2,5 km nordöstlich), Seibelsdorf (3,7 km nordwestlich), Stadtsteinach (5 km südöstlich), Fischbach (6 km nordwestlich), Kirchleus (6,5 km südwestlich) und Weißenbrunn (8 km westlich).

### Gemeindegliederung
Es gibt sieben Gemeindeteile (in Klammern ist der Siedlungstyp angegeben):
- Eisenwind (Weiler)
- Feldbuch (Dorf)
- Kübelhof (Einöde)
- Losau (Dorf)
- Poppenholz (Weiler)
- Rugendorf (Pfarrdorf)
- Zettlitz (Dorf)

Es gibt auf dem Gemeindegebiet nur die Gemarkung Rugendorf. Sie hat eine Fläche von 17,319 km² und ist in 1788 Flurstücke aufgeteilt, die eine durchschnittliche Flurstücksfläche von 9686,11 m² haben. In ihr liegen sämtliche Gemeindeteile von Rugendorf.

## Geschichte

### Bis zur Gemeindegründung
Der Ort wurde 1245 als „Ruchendorf“ erstmals urkundlich erwähnt. Das Bestimmungswort des Ortsnamens ist Rucho, der Personenname des Siedlungsgründers. Die Familie von Waldenfels erbaute Schloss Rugendorf. Rugendorf gehörte später zum Hochstift Bamberg.
Gegen Ende des 18. Jahrhunderts bestand Rugendorf aus 58 Anwesen. Das Hochgericht übte das bambergische Centamt Stadtsteinach und Centamt Wartenfels aus. Westlich des Baches wurde dieses vom bayreuthischen Vogteiamt Seibelsdorf angefochten. Die Dorf- und Gemeindeherrschaft hatte das Amt Wartenfels. Auch diese wurde vom Vogteiamt Seibelsdorf angefochten. Grundherren waren
- das Amt Wartenfels (35 Anwesen; ehemaliges Rittergut Wartenfels: Kastenboden, Jägerhaus, 1 Hof, 1 Hofstatt, 1 Gut, 2 Gütlein; ehemaliges Rittergut Rugendorf: Ziegelei, Schmiede, Badstube, 4 Höfe, 2 Halbhöfe, 14 Güter bzw. Gütlein, 1 Tropfgütlein, 1 Hofstatt, 2 Wirtshäuser, 1 Brauhaus),
- die Pfarrei Wartenfels (1 Tropfhaus),
- die Pfarrei Rugendorf (3 Anwesen: 2 Gütlein, 1 Haus),
- der Bürgermeister und Rat zu Stadtsteinach (2 Anwesen: 1 Söldengütlein, 1 Häuslein),
- die Frühmesse Stadtsteinach (1 Gut),
- das Spital Kulmbach (4 Anwesen: 1 Halbhof, 2 halbe Tropfhäuser, 1 Haus),
- das Rittergut Steinenhausen (10 Anwesen: 1 Wall mit Haus, 2 Höfe, 2 Halbhöfe, 2 Tropfhäuser, 2 Söldengüter, 1 Mahlmühle),
- das Rittergut Wernstein (1 Wirtshaus),
- die Gemeinde Rugendorf (2 Tropfhäuslein).[8]

Von 1797 bis 1808 unterstand der Ort teilweise dem Justiz- und Kammeramt Kulmbach. Seit dem Reichsdeputationshauptschluss von 1802 gehört der Ort zu Bayern. Mit dem Gemeindeedikt wurde 1808 der Steuerdistrikt Rugendorf gebildet, zu dem Eisenwind, Feldbuch, Kübelhof, Losau, Poppenholz und Zettlitz gehörten. Zugleich entstand die Ruralgemeinde Rugendorf, die deckungsgleich mit dem Steuerdistrikt war. Sie war in Verwaltung und Gerichtsbarkeit dem Landgericht Stadtsteinach zugeordnet und in der Finanzverwaltung dem Rentamt Stadtsteinach (1919 in Finanzamt Stadtsteinach umbenannt). In der freiwilligen Gerichtsbarkeit gehörten einige Anwesen bis 1848 Patrimonialgerichten an, die aus den ehemaligen Rittergütern entstanden sind. Ab 1862 gehörte Rugendorf zum Bezirksamt Stadtsteinach (1939 in Landkreis Stadtsteinach umbenannt). Die Gerichtsbarkeit blieb beim Landgericht Stadtsteinach (1879 in Amtsgericht Stadtsteinach umgewandelt).

### Kreiszugehörigkeit
Am 1. Juli 1972 kam Rugendorf durch die Auflösung des Landkreises Stadtsteinach zum Landkreis Kulmbach, zugleich auch an das Amtsgericht Kulmbach und Finanzamt Kulmbach.

### Einwohnerentwicklung
Im Zeitraum 1988 bis 2018 sank die Einwohnerzahl von 983 auf 973 um 10 bzw. um 1 %. Am 31. Dezember 1993 hatte Rugendorf 1081 Einwohner.
Gemeinde Rugendorf
| Jahr      | 1819   | 1840   | 1852   | 1861   | 1867   | 1871   | 1875   | 1880   | 1885   | 1890   | 1895   | 1900   | 1905   | 1910   | 1919   | 1925   | 1933   | 1939   | 1946   | 1950   | 1961   | 1970   | 1987   | 2007   | 2010   | 2015   | 2019   |
| Einwohner | 793    | 960    | 992    | 1029   | 1050   | 1033   | 1005   | 1011   | 1061   | 1042   | 1043   | 1027   | 1041   | 1020   | 1046   | 1031   | 972    | 903    | 1447   | 1399   | 1067   | 1018   | 968    | 1051   | 1016   | 1026   | 957    |
| Häuser    |        |        |        |        |        | 154    |        |        | 168    | 169    |        | 171    |        |        |        | 189    |        |        |        | 195    | 203    |        | 274    |        |        | 345    | 347    |
| Quelle    | [ 11 ] | [ 12 ] | [ 12 ] | [ 13 ] | [ 14 ] | [ 15 ] | [ 16 ] | [ 17 ] | [ 18 ] | [ 19 ] | [ 12 ] | [ 20 ] | [ 12 ] | [ 21 ] | [ 12 ] | [ 22 ] | [ 12 ] | [ 12 ] | [ 12 ] | [ 23 ] | [ 24 ] | [ 25 ] | [ 26 ] | [ 27 ] | [ 27 ] | [ 27 ] | [ 28 ] |

Ort Rugendorf
| Jahr      | 001809 | 001818 | 001819 | 001861 | 001871 | 001885 | 001900 | 001925 | 001950 | 001961 | 001970 | 001987 |
| Einwohner | 340    |        | 373    | 498    | 498    | 550    | 517    | 526    | 745    | 547    | 523    | 531    |
| Häuser    |        | 70     |        |        |        | 86     | 92     | 107    | 108    | 115    |        | 163    |
| Quelle    | [ 29 ] | [ 9 ]  | [ 11 ] | [ 13 ] | [ 15 ] | [ 18 ] | [ 20 ] | [ 22 ] | [ 23 ] | [ 24 ] | [ 25 ] | [ 26 ] |

## Politik

### Bürgermeister
Erster Bürgermeister ist seit Mai 2020 der für „Pro Rugendorf“ angetretene Gerhard Theuer. Vorgänger waren Ralf Holzmann (Überparteiliche Wählergemeinschaft) ab 2014, Martin Weiß (Überparteiliche Wählergemeinschaft) ab 2008 und davor Dieter Oertel (Überparteiliche Wählergemeinschaft).

### Gemeinderat
Die Kommunalwahlen seit 2008 führten zu folgenden Stimmenanteilen bzw. Sitzverteilungen im Gemeinderat:
| Partei/Liste                       | 2008  | 2014  | 2020  | 2020  |
| Partei/Liste                       | Sitze | Sitze | %     | Sitze |
| Überparteiliche Wählergemeinschaft | 12    | 5     | 33,97 | 4     |
| Pro Rugendorf                      | n. a. | 7     | 66,03 | 8     |
| Gesamt                             | 12    | 12    | 12    | 12    |

### Wappen und Flagge
| Wappen Gde. Rugendorf | Blasonierung: „In Blau ein steigendes silbernes Einhorn, rechts unten eine goldene heraldische Rose mit silbernen Kelchblättern.“ |
| Wappen Gde. Rugendorf | Wappenbegründung: In dem Gemeindewappen sind Elemente aus Wappen zweier Adelsgeschlechter vereint, die seit dem 14. Jahrhundert in Rugendorf nachweisbar sind und für die Geschichte der Gemeinde von Bedeutung waren. Das Einhorn stammt aus dem Wappen der Freiherren von Waldenfels. Die heraldische Rose stammt aus dem Wappen der Herren von Guttenberg. Die Gemeinde führt das Wappen seit 1987. |

Die gleichzeitig genehmigte Gemeindeflagge zeigt drei Streifen in den Farben Weiß-Blau-Gelb mit dem Gemeindewappen.

## Religion
- Evangelisch-lutherische Kirchengemeinde Rugendorf (gesamte Gemeinde außer Losau)
- Römisch-katholische Kirchengemeinde Wartenfels/Presseck (gesamte Gemeinde)
- Evangelisch-lutherische Kirchengemeinde Seibelsdorf/Marktrodach (nur Losau)

## Kultur und Sehenswürdigkeiten

### Baudenkmäler
- St. Erhard und Jakob (Rugendorf)
- Schloss Rugendorf

### Sport
- TSV Rugendorf
- SV Losau
- SG Rugendorf/Losau
- TTC Rugendorf

### Regelmäßige Veranstaltungen
- Losauer Kirchweih (zusammen mit Seibelsdorf)

## Öffentliche Einrichtungen
- Kindergarten
- Grundschule (1.–4. Klasse) (geschlossen/Zusammenschluss mit der Volksschule Stadtsteinach)

## Persönlichkeiten
- Gottlieb Wagner (1858–1940), evangelisch-lutherischer Pfarrer und Heimatforscher

## Verkehr
Die Bundesstraße 303 führt nach Seibelsdorf (3,7 km nordwestlich) bzw. über Ober- und Unterzaubach nach Stadtsteinach (5 km südöstlich). Die Kreisstraße KU 22/KC 6 verbindet über Eisenwind mit Gössersdorf (4 km südwestlich). Gemeindeverbindungsstraßen führen nach Kübelhof (1,6 km westlich) und nach Feldbuch (2,1 km südwestlich).